# Rock català
Rock català és una etiqueta musical utilitzada per fer referència a algunes formacions musicals de finals del segle xx i principis del segle xxi que canten en català. Tot i que l'expressió conté la paraula rock, també pot incloure estils com la música pop. En especial se'l sol referir a una sèrie de grups que va aparèixer cap als anys 70, que volien cantar en català els estils musicals populars considerats de moda que fins aleshores, just després de la dictadura, només podien haver sentit en altres llengües, principalment en anglès.

## Context històric

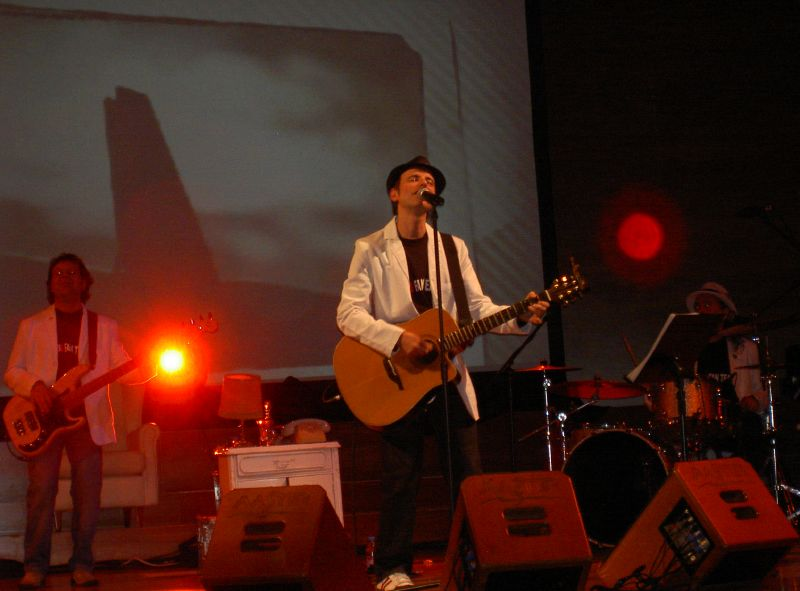
Lluís Gavaldà cantant amb Els Pets.

L'expressió comença a popularitzar-se als anys 70 entorn de l'antiga sala de concerts Zeleste, aixopluc d'un moviment anomenat rock laietà. Aquest corrent va englobar noms com Pau Riba, Jaume Sisa, Arrels, Om, Oriol Tramvia, Companyia Elèctrica Dharma, Grec, Atila i d'altres, a més de grups que feien ús de l'anglès com ara Maquina!, Pan & Regaliz, etc. L'any 1975 es va celebrar el festival Canet Rock, que va tenir tres edicions posteriors. Aquesta escena està recollida al llibre Història i poder del rock català de Jordi Sierra i Fabra (1977).
La primera cançó de punk rock en català va ser creada per una banda de l'extraradi de Barcelona: es tracta de Ciutat Podrida, de La Banda Trapera del Río. La música passava per un mal moment però en la dècada de 1980 amb grups com Duble Buble, Detectors, N'Gai N'Gai, T.R., Grec i La Madam es van convertir en l'embrió del rock català, que va sorgir a finals de la dècada de 1980 i a principis de la dècada de 1990 amb grups i intèrprets de música rock i d'altres estils en català. El terme també s'utilitza per referir-se a tot el fenomen que ha originat en la música i la cultura, especialment entre el jovent. D'aquesta part destaquen grups com ara Sopa de Cabra, Sau, Sangtraït, Lax'n'Busto, Els Pets, Obrint Pas, Whiskyn's, Brams, La Gossa Sorda, Gossos… Aquests grups van tenir un impacte social i comercial i van incrementar la presència de la llengua catalana en la vida quotidiana de les generacions més joves.
El boom musical torna a esclatar a principis dels 90 amb l'aparició de molts grups i la realització de molts concerts i festivals arreu del territori dels Països Catalans. El rock català no ha estat exempt de crítica des d'aquesta dècada: Molts crítics musicals censuraven el fet que la Generalitat de Catalunya, suposadament, subvencionava i promocionava aquest moviment o fenomen musical amb finalitats polítiques.

## Història

### Anys 70
El precedent del Rock Català és l'Ona Laietana dels anys 70, promoguda per la sala Zeleste, emparentada amb la Nova Cançó, i amb artistes que havien format part del Grup de Folk. La manifestació laietana més massiva va ser el festival contracultural Canet Rock, celebrat entre el 1975 i el 1978. Entre els artistes de l'Ona, els més rockers eren Pau Riba i el conjunt de fusió Companyia Elèctrica Dharma, que, al cap de 20 anys, entraria a formar part del Rock Català. "Ciutat podrida", de La Banda Trapera del Río, cornellanenca i punk, del 1979, es considera la primera cançó rock en català. Als 80, quan la Movida madrilenya, d'expressió castellana, feia furor, feien rock en la llengua pròpia grups com Duble Buble, N'Gai N'Gai, GREC, La Madam o Detectors.

### Anys 90
L'èxit del Rock Català té a veure amb la generació dels noranta. Els joves nascuts a la dècada dels setanta gairebé no tenien referents musicals autòctons, havien fet les primeres passes durant la Transició i havien estat escolaritzats en català. Des de la mort de Franco, l'idioma havia guanyat presència, també, en altres àmbits com l'administració o els mitjans de comunicació.
Els grups més emblemàtics del moviment provenien de fora de Barcelona. L'esclat massiu va arribar a conseqüència d'una connexió directa amb el públic, gràcies a un pop-rock desacomplexat, una imatge i un llenguatge molt pròxim amb què s'identificava la joventut catalana –lluny de la figura progre i el missatge reivindicatiu de la Nova Cançó–. El detonant va ser l'espectacular èxit de Sopa de Cabra l'any 1989, quasi paral·lel al de Sau, Els Pets, Lax'n'Busto i Sangtraït. Aquestes bandes omplien pavellons i grans recintes amb gires d'entre cinquanta i cent concerts al Principat, aprofitant el circuit musical de festes majors.

### El Concert al Sant Jordi
El fenomen social batejat com a Rock Català va triomfar a Barcelona el 14 de juny de 1991 al Palau Sant Jordi amb un concert conjunt de quatre dels grans grups amb més acceptació: Sopa de Cabra, Sau, Sangtraït i Els Pets. Hi van assistir més de 22.000 persones, que van fer que l'acte assolís el rècord europeu de públic en un xou musical celebrat en un recinte tancat. L'organitzaven els mànagers dels grups i Ressons, l'organisme de promoció musical de la Generalitat, i TV3 el va retransmetre.
El grup de rock gironí Sopa de Cabra –d'un estil entre els Stones i Springsteen– existia des del 1986, la liderava Gerard Quintana i tenia l'Empordà com a vaixell insígnia. Sau eren, des del 1987, l'osonenc Pep Sala i el barceloní Carles Sabater. S'enquadraven dins el pop rock i són recordats per temes com És inútil continuar, El tren de mitjanit o Boig per tu. Els empordanesos Sangtraït, nascuts el 1982, eren encapçalats per Quim Mandado i triomfaven amb peces de heavy medievalitzant com El vol de l'home ocell. I els tarragonins Els Pets, formats el 1985, els representava –i representa– Lluís Gavaldà i practicaven un festiu pop-rock agrícola amb cançons com Vine a la festa o Tarragona m'esborrona.
A partir d'aquesta consagració del Rock Català com a fenomen social, els discos dels grups més rellevants van assolir les desenes de milers d'exemplars, que editaven tant segells nacionals com multinacionals, i van augmentar els concerts al Principat i a la resta de l'àmbit lingüístic català. L'esclat popular i mediàtic del moviment va fer que proliferessin fans d'aquests conjunts i, sobretot, dels seus líders, esdevinguts ídols admirats i imitats per bona part dels joves al costat dels anglosaxons. A conseqüència d'aquest panorama, va aparèixer a l'inici dels 90 Enderrock, una revista especialitzada en música en català que ha donat lloc a un grup editorial. Un altre producte fill del moviment –en aquest cas, desaparegut– va ser el recopilatori anual El tec i la teca. També el 1990, Josep Cassart que uns anys abans havia estat promotor musical al Zeleste, va publicar el llibre Nou Rock Català que recull lletres de cançons d'una dotzena de grups: Sopa de Cabra, Tancat per defunció, 080, B-30, Detectors, Duble Buble, Els Pets, Grec, La Madam, N'Gai-N'Gai, Sangtraït i Sau.
El suport posterior al fenomen per part de la Conselleria de Cultura del Govern de la Generalitat de Catalunya, llavors a les mans de la coalició autonomista Convergència i Unió (CiU) i presidit per Jordi Pujol, va generar crítiques en alguns sectors socials que consideraven que el Rock Català era fruit d'una operació orquestrada pel nacionalisme. Bona part dels grups que s'englobaven sota aquest paraigua rebutjaven qualsevol lectura partidista de la seva activitat i recelaven, fins i tot, de la mateixa marca que compartien pel sol fet de cultivar estils de música popular contemporània en l'idioma autòcton. En qualsevol cas, els conjunts capdavanters del Rock Català van esdevenir un referent fonamental en l'imaginari dels joves independentistes, que es feien notar als concerts amb càntics, estelades, pilars, pancartes, etc. Val a dir que algunes lletres de dos dels grups del Sant Jordi (Els Pets i Sau) són catalanistes.

### Altres grups
Als quatre grups del macroconcert es van sumar al llarg dels 90 molts altres conjunts, alguns dels quals van aconseguir, també, una gran popularitat. Considerats els grans absents de l'acte, els penedesencs Lax'n'Busto, nascuts el 1986, es van donar a conèixer amb cançons com Tinc fam de tu o Miami Beach, i continuen actius, però amb un canvi de cantant: Salva Racero va substituir Pemi Fortuny el 2006. Sorgits a Girona el 1989 i dissolts el 1996, els gironins Umpah-pah eren liderats per Adrià –avui, Josep– Puntí, que després ha fet carrera en solitari; La catximba és una de les seves creacions més emblemàtiques. Una altra banda que va tenir bastants èxits va ser Tancat per Defunció, la banda de Jaume Papell, amb cançons com Com Vols que T'ho Digui", Amor d'Estiu o Coses que passen van fer diversos concerts durant el 90, 91 i 92, després van desaparèixer per problemes discogràfics. Una altra de les bandes més talentoses, i avui dia de culte, són els banyolins Kitsch, que entroncaven amb l'after-punk més fosc. Actius entre el 1986 i el 2003, els menorquins Ja T'ho Diré són recordats per cançons com Si véns; n'era la veu Cris Juanico, que ara treballa sol i en projectes com Menaix a Truà, una banda que va formar el 1999 amb Toni Xuclà i Juanjo Muñoz, de Gossos.
La trajectòria dels berguedans Brams, obertament independentistes, neix el 1990 i mor el 2005. Dins el seu repertori primerenc, destaquen composicions com El president, dedicada al cap de govern català, o Vull per demà, i el seu líder, Titot, tira endavant, ara, projectes com Mesclat o Aramateix, hereu de Brams.

### Segona generació
Una segona generació del rock català va lluitar per trobar el seu lloc a mitjan noranta, amb Gossos, Alta Tensió, Whisky'ns i Glaucs. Amb Joan Masdéu com a veu i encara vius, Whiskyn's –llavors, Whisky'ns Cullons– van néixer a Reus el 1992. Entre les seves primeres cançons més populars hi ha Broker i Lila. El quartet manresà Gossos va sorgir el 1993, acompanyat llavors només de guitarres acústiques i amb primers èxits com Rera teu o Mira'm bé. Des del 2002, el grup és elèctric i té bateria (Santi Serratosa). Els empordanesos Glaucs van prendre el nom d'una de les seves primeres cançons, Els teus ulls glaucs, i van existir entre el 1994 i el 2003. El líder de la banda, Jofre Bardagí, fa música en solitari des del 2006.

### Canvi de segle
Com bona part dels seus successors, tres dels quatre grups del Sant Jordi, pioners del Rock Català, també es van dissoldre amb el canvi de segle. El líder de Sau i una de les icones del moviment, Carles Sabater, va morir el 1999 d'una aturada cardiorespiratòria al final d'un concert a Vilafranca del Penedès. El seu company, Pep Sala, ha treballat des d'aleshores en solitari o amb La Banda del Bar.
El grup més popular del fenomen i el cap de cartell del macroconcert, Sopa de Cabra, es va dissoldre el 2002 després de publicar grans èxits com Camins o El far del sud; poc després del seu comiat, va morir el guitarrista, Joan Cardona, Ninyín. Les seves dues ànimes, Gerard Quintana i Josep Thió van seguir com solistes, i altres membres del grup continuaren actius dins de Kabul Babà; anys més tard, el 2011, van anunciar la seva tornada, i el 2015 van publicar el seu darrer treball 'Cercles'. La seva etapa com a grup també en castellà arran del disc Mundo infierno, del 1993, va generar rebuig en una part dels seguidors, que en van fer una lectura política; alguns fins i tot van ocasionar aldarulls als concerts. El fet que el grup cantés alguna de les seves peces en català a l'Espanya castellana va motivar incidents similars de signe contrari. Els peculiars Sangtraït es van dissoldre el 2002. El cantant, Quim Mandado, va editar el 2003 un treball en solitari, Eclosió, i alguns dels exmembres estan implicats en altres projectes.
Vint anys després del macroconcert, Els Pets són els únics supervivents. Convertits en clàssics, els de Constantí continuen triomfant gràcies a la seva evolució des del rock agrícola que van forjar a mitjan vuitanta, fins a un pop intimista i madur que han configurat d'ençà del seu renaixement el 1997, amb el disc Bondia, que, marcat per les influències del Britpop, va vendre 85.000 còpies.
Des de mitjan noranta i, sobretot, amb el canvi de segle, desapareixen els factors que, junts, havien afavorit el fenomen Rock Català. Continua havent-hi rock en català, però lluny de la marca cohesionadora de la dècada anterior i amb una projecció pública i una vitalitat comercial inferiors.
Per Sant Jordi del 2005, 14 anys després del macroconcert, 18.000 persones van tornar a omplir l'estadi en un recital a favor de la música en català i de la cultura catalana en general organitzat per la Comissió 23 d'Abril, que reunia diverses entitats de promoció de la llengua i la cultura pròpies. L'esdeveniment va escenificar el relleu generacional en el rock en la llengua del país i va comptar amb les actuacions dels grups joves Obrint Pas, Mesclat, Dept. i La Carrau, dels veterans Lax'n'Busto, dels solistes consolidats Lluís Llach i Quimi Portet i del jove cantautor Feliu Ventura.
Enderrock produïa el 2008 el documental ‘La gran nit del Sant Jordi', que, 17 anys després, la recordava per celebrar els primers 15 anys i 150 números de la revista. El va realitzar Batabat.

### Actualitat

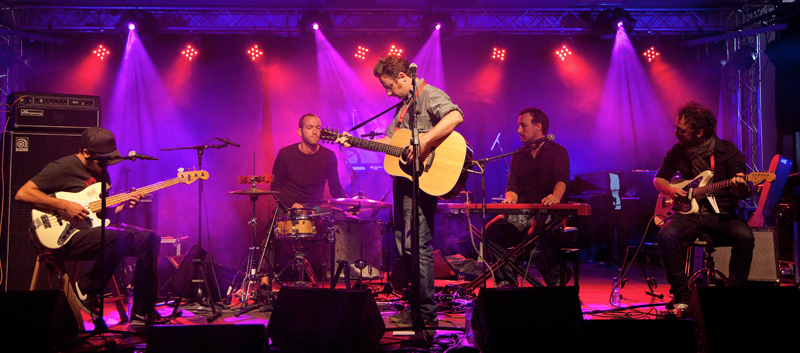
Mishima al Mercat Musica Viva de Vic el 2009

El català continua en minoria a l'escena musical catalana davant de l'anglès i el castellà, l'idioma de la majoria dels cantants i grups d'èxit del país, alguns dels quals treballen en català de manera ocasional. L'idioma autòcton és majoritari en festivals com el Senglar Rock, nascut el 1998, o el popArb, sorgit el 2005, i ara té una certa presència –escassa o accessòria, però– als que prioritzen el castellà o l'anglès. La llengua és poc present als mitjans, que, d'altra banda, s'han apartat de la música. La llei lingüística del 1998 obliga totes les emissores que, almenys, un 25% de les cançons que radien siguin en català o en aranès (occità), una quota que la majoria no assoleix. Des del 2009, Ràdio 4 de Ràdio Nacional d'Espanya (RNE) se n'ha especialitzat i n'emet 15 hores diàries.
Cada any s'editen uns 500 discos en català. La relativa normalització de la llengua al món del rock ha tret importància política al simple fet d'utilitzar-la i ha afavorit, ja al segle xxi, en plena crisi discogràfica, les carreres de grups com els mallorquins Antònia Font, els barcelonins Mishima, Manel i Els Amics de les Arts o els sabadellencs Rauxa i Ix!.